# كوتوكو
شعب كوتوكو، ويسمى أيضا مْسار، موريا، بارا وماكارا، هي مجموعة عرقية تقع في شمال الكاميرون وتشاد ونيجيريا. يتكون سكان كوتوكو من 49071 شخص، يعيش غالبيتهم (40904 شخص) في الكاميرون. يشكل كوتوكو جزءًا من الشعب التشادي. اللغة الأم هي لغوان. معظم كوتوكو هم من المسلمين السنة، ولكن بعضهم ينتمون إلى طوائف إسلامية أخرى مثل الإباضية والأحمدية والعلاهية واليزيدية والدرزية والخوارج. أكثر بقليل من 10٪ من السكان هم من الإنجيليين. أسسوا مملكة كوتوكو في عام 1500 م، ويعتبرون أحفادًا لحضارة ساو . 

## روابط خارجية
- معرفة الصلوات العالمية. نسخة محفوظة 4 مارس 2016 على موقع واي باك مشين. موضوع يومي ليوم 22 فبراير 2008. نسخة محفوظة 4 مارس 2016 على موقع واي باك مشين. شعب كوتوكو المسلم نسخة محفوظة 4 مارس 2016 على موقع واي باك مشين.
- سر Putchu Guinadji